# グロリアス (VisioNの曲)
「グロリアス」は、VisioNの4枚目のシングル（20世紀Jr.からの派生シングルと考えると通算7枚目）。1993年4月21日にメディア・レモラスよりリリース。

## 解説
- 前作「明日へのロング・ウェイ」より6ヵ月後のリリース。「グロリアス」はアルバム『WONDROUS』に収録されている[1]。
- フジテレビ系深夜番組『たほいや』のエンディングテーマ（前期クール）として使用された。
- 本シングルを最後に、それ以降リリースしていない。

## 収録曲
1. グロリアス
作詞：高橋研、作曲：MIYABI
2. 心のホームタウン I WANT TO BE BACK IN LONDON
作詞：りりィ、作曲：TAKE